# Philodromus lanchowensis
Philodromus lanchowensis là một loài nhện trong họ Philodromidae.
Loài này thuộc chi Philodromus. Philodromus lanchowensis được Ehrenfried Schenkel-Haas miêu tả năm 1936.